# Ethyl-formiát
Ethyl-formiát neboli ethylester kyseliny mravenčí, systematický název ethyl-methanoát, dříve zvaný mravenčan ethylnatý je ester ethanolu a kyseliny mravenčí (methanové). Má charakteristickou rumovou vůni (je složkou tzv. tuzemského rumu a je velmi minoritně zastoupen i mezi estery obsaženými v pravém rumu) a je částečně odpovědný za chuť a vůni malin.

## Vlastnosti
Za běžných podmínek se jedná o bezbarvou kapalinu (teplota varu 54 °C), těkavou a extrémně hořlavou. Páry jsou výrazně těžší než vzduch a jejich směs se vzduchem je výbušná. S vodou se ethyl-formiát mísí jen částečně.

## Bezpečnost
Ethyl-formiát je v USA všeobecně považován za bezpečný. Podle OSHA může dráždit oči, kůži, sliznice a dýchací systém člověka a jiných živočichů. Působí také tlumivě na centrální nervovou soustavu. V průmyslu se používá jako rozpouštědlo nitrocelulózy, acetátu celulózy, olejů a jiných maziv. Lze ho používat namísto acetonu. K expozici může docházet v těchto situacích:
- při nanášení nátěrových hmot stříkáním, natíráním nebo máčením
- při výrobě bezpečnostního skla
- při fumigaci tabáku, obilí a sušeného ovoce (jako alternativa k methylbromidu[6])

OSHA specifikuje povolený expoziční limit (PEL, vážený průměr za dobu 8 hodin) 100 ppm (300 mg/m³).
Limit v potravinách v USA: 0,0015%.

## Výskyt ve vesmíru
Astronomové jej nalezli v prašných oblacích v oblasti Mléčné dráhy nazvané Sagittarius B2. Vědci z Planckova institutu pro radioastronomii v Bonnu použili k analýze spektra vlnění vyzařovaného z horkých oblastí blízko nové hvězdy třicetimetrový radioteleskop IRAM ve Španělsku. Ve změřených spektrech bylo identifikováno přibližně 50 různých sloučenin.